# Euxoa flavomaculata
Euxoa flavomaculata är en fjärilsart som beskrevs av Karl Schawerda 1924. Euxoa flavomaculata ingår i släktet Euxoa och familjen nattflyn. Inga underarter finns listade i Catalogue of Life.